# Аг-Юл
Аг-Юл — деревня в Малмыжском районе Кировской области. Входит в состав Каксинвайского сельского поселения.

## География
Деревня находится на берегу реки Шугорачка. Расположена на расстоянии 28 км от посёлка Малмыж, административного центра района, и 6 км от села Каксинвай, административного центра сельского поселения.

## Население
| 2010 |
| ---- |
| 2    |

Половой состав
По данным Всероссийской переписи населения 2002 года в деревне проживало 27 человек (15 мужчин, 12 женщин), в гендерной структуре населения мужчины составляли 55,5 %, женщины — соответственно 44,5 %.
Национальный состав
Согласно результатам переписи 2002 года, в национальной структуре населения села татары составляли 100%.

## Улицы
В деревне имеется одна улица — Аг-Юлская.